# Bodo VII de Stolberg-Wernigerode
El Conde Bodo VII de Stolberg y Wernigerode (también conocido como Bodo el Viejo; 1375 - 15 de marzo de 1455 en Stolberg) fue un noble alemán. Gobernó los condados de Stolberg en el sur del Harz y Wernigerode en el norte del Harz.

## Biografía
Bodo era el hijo del Conde Enrique de Stolberg y de Isabel, nacida Condesa de Hohenstein. No se sabe nada de su juventud. Quizás pasó algún tiempo en la corte de los Condes de Schwarzburgo, posiblemente en la de los Sondershausen.
Tras la muerte de su padre, inicialmente gobernó conjuntamente con su hermano mayor Enrique, quien murió c. 1416. La primera vez que se menciona a Bodo actuando solo, fue cuando adquirió el feudo imperial de Resperwenda en 1403.
Tras la muerte del último Conde de Wernigerode en 1429, Bodo adquirió el Condado de Wernigerode en el norte del Harz.
Uno de sus logros más importantes, fue un tratado de herencia con las Casas de Schwarzburgo y Hohnstein en 1433.
Bodo murió el 15 de marzo de 1455 y fue enterrado el 17 de marzo en la cripta de la Iglesia de San Martín en Stolberg.

## Matrimonio e hijos
En junio de 1431, a la edad de 50 años, el Conde Bodo contrajo matrimonio con Ana, hija del Conde Enrique de Schwarzburgo, quien le dio dos hijos:
- Enrique, nacido en 1433, sucedió a Bodo como conde de Stolberg y Wernigerode.
- Isabel, nacida en 1434, desposó al Duque Guillermo IV de Brunswick-Luneburgo.